# Nationalpark Montagne d’Ambre
Der Nationalpark Montagne d’Ambre ist ein Nationalpark in Madagaskar, der 1958 ausgewiesen wurde. Seine Fläche beträgt 18.200 Hektar und er befindet sich auf einer Höhe von 1000 bis 1445 m. Am besten erreicht man ihn von Antsiranana 30 Kilometer Richtung Süden bis Ambohitra (Joffreville). Das Gelände ist ein Gesteinsmassiv vulkanischen Ursprungs mit mehreren Wasserfällen und Kraterseen, mit vielen Vogelarten (z. B. der Ambrerötel), Lemuren (Propithecus verreauxi, Eulemur fulvus, Cheirogaleus andysabini) und Orchideen.